# بايلون

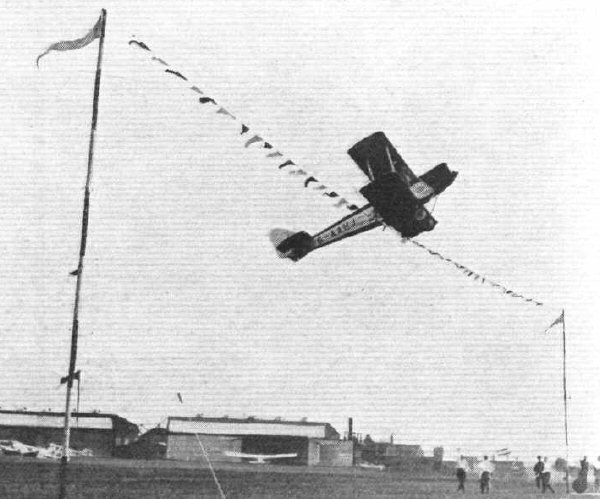

بايلون، رواية للمؤلف الأمريكي ويليام فوكنر. نُشرت عام 1935، تقع أحداث الراوية في نيو فالوا، وهي نسخة خيالية من نيو أورلينز. وتُعد واحدة من روايات فوكنر القليلة التي تقع أحداثها خارج مقاطعة يوكناباتا، بيئته الخيالية المفضلة. تُعد بايلون قصة مجموعة من المتنقلين ذوي الحياة غير التقليدية بتاتًا. يعيشون عيشة الكفاف، دائمًا ما يكونون على بعد خطوةٍ أو خطوتين فقط من الفقر المدقع، وعلاقاتهم بين الأشخاص غير تقليدية وصادمة بالنسبة لمعايير مجتمعهم وأزمنتهم. يلتقون بصحافي مهتاج وعاطفي للغاية في نيو فالوا يتورط معهم بشدة، مع عواقب مأساوية.
توفر الرواية الأُسس لفيلم عام 1957 بعنوان الملائكة المشوهة.

## الشخصيات الرئيسية
- المراسل: مدمن كحول، يعتمد على القروض من رئيس تحريره. يُصبح اهتمامه بمجموعة السباق العائلية والمنطوية على السِفاح (قصة جريدة) افتنانًا بالنسبة له وهوسًا في النهاية (بما فيه انجذابٌ غير واع ومستحيل إلى لافيرن). يحاول المساعدة، ولكنه يُدمر مجموعة العائلة في النهاية.
- لافّيرن: ميكانيكية وسائرة على الأجنحة سابقًا وقافزة بالمظلة. وهي متزوجة من رجلين وبشكل منفتح وهما الطيار روجر شومان والقافز جاك هولمز.
- جاك: طفل شومان المُفترض مع لافيرن. نسبهُ الحقيقي غير محدد. يطلق عليه المراسل لقب »ديمبسي (نسبة إلى بطل العالم بالوزن الثقيل) «بسبب استعداده للشجار مع أي أحد يسأله »من هو رَجُلك العجوز؟ .«
- روجر شومان: طيار سباق، والوالد المُفترض لجاك، والذي تدعم كفاءته المستقرة وقبوله بالمخاطرة الكبيرة العائلةَ إلى حدٍ كبير.
- جاك هولمز: قافز حواجز، وعشيقٌ للافيرن ووالدٌ محتملٌ لجاك.
- جيغز: الميكانيكي الرئيسي. تُفتتح الرواية بهوس جيغز بزوج من أحذية رعاة البقر في نافذة متجر. شراهته للكحول (مبالغ بها من قبل المراسل) تدفع بالقصة باتجاه مأساتها النهائية.

## الشخصيات الثانوية
- هاغود: محرر جريدة.
- مات أورد: طيار أسطوري، معروف في عالم الطيران والتنقل متقاعدٌ تقريبًا من الطيران، يملك حصة في شركة أورد-أتكنسون للطائرات. يوفر طائرة لروجر شومان. (مزيج ضعيف من كلٍ من ماثيو ليرد وجيمي ويديل من شركة ويديل-ويليامز فلاينغ سيرفيس من باترسون، لويزيانا(.
- الدكتور والسيدة شومان: والدا شومان، يعيشان في مايرون، أوهايو.
- العقيد فاينمان: رجل أعمال ورئيس مجلس الصرف الصحي لنيو فالوا، والذي يملك المطار حيث تجري الكثير من أحداث الرواية. (صيغَت شخصيته على الأرجح بشكل ضعيف على غرار رئيس ليفّي بورد أبراهام شوشان، الذي سُمِّيَ في الأصل مطار شوشان على اسمه وأصبح اسمه لاحقًا مطار نيو أورلينز ليكفرونت).